# Gabriel Pallarès i Roig
Gabriel Pallarès i Roig (Valls, 3 de gener del 1902 - Sitges, 1 de maig del 1973) va ser un músic i compositor estretament lligat a la vida social de Sitges.

## Biografia
Va estudiar al Conservatori del Liceu de Barcelona i l'any 1923 hi va obtenir el títol de professor de música. Amplià els seus estudis d'harmonia i composició amb els mestres Zamacois, Lamote de Grignon i Morera. L'any 1925 obtingué el càrrec de mestre de música de la Societat Recreativa el Retiro de Sitges i, fins a la seva mort, restà vinculat a l'entitat. La seva producció musical es conserva a l'arxiu històric d'aquesta societat.

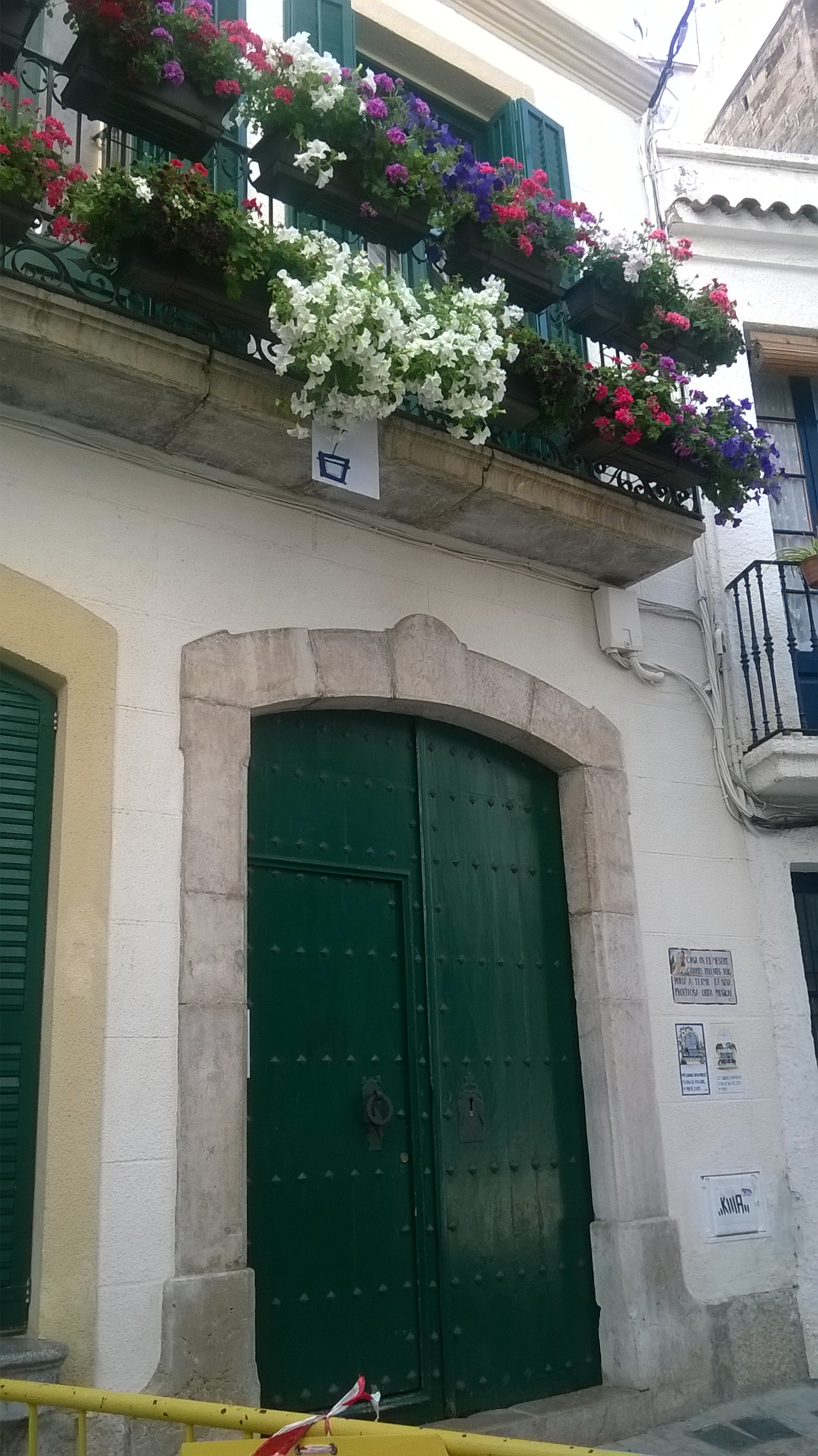
Casa on Gabriel Pallarès i Roig va compondre la seva obra musical

Formà i dirigí diverses agrupacions musicals: el Sextet Granados, l'Orquestrina Jazz-Band Pallarès (1926), els Boys Pallarès (1933). Va ser director (1925-1929) de l'Orfeó Unió Sitgetana, fundador de la Penya Nova Renaixença -que representà nombroses sarsueles als anys 20- i vocal de la junta de l'Ateneu El Centaure. Durant la Guerra Civil dirigí una banda de l'exèrcit republicà; acabada aquesta, estigué empresonat a diversos camps de concentració. Tornat a Sitges, del 1944 al 1965 fou director del conjunt Los Íberos del Jazz, que amenitzà els balls del Retiro. Animà les caramelles de Sitges, muntà sarsueles, impartí classes de música... Mort el 1973, a l'any següent se li van fer homenatges pòstums a Valls i a Sitges; un carrer i una placa en aquesta darrera població el recorden.

## Composicions
La seva producció musical comprèn unes dues-centes composicions, la major part de tipus lleuger. En primer lloc per nombre de composicions, destaquen les caramelles (americanes i valsos), normalment amb lletra d'autors sitgetans com Trinitat Catasús, Rafael Casanova,  Miquel Utrillo i Josep M. Soler i Soler. Alguns títols de valsos: Cançó d'amor (1943), Primaveral (1950), Idil·li (1955), Alga i corall (1956), Caramelles blaves (1960), Primavera (1965), Joventut (1970), Encís (1975). Americanes: Primaveral, Nit de Pasqua (1950), Blau silenci (1955), Pasqua Florida (1956), Encís amorós (1960), Lluny (1965), Caramelles (1970). També Dissabte de Glòria (1926), Passen les caramelles (1932) i Cant de caramelles (1962).
Va escriure una vintena de sardanes, quasi totes d'ambientació local: El Cap de la Vila (1946), El carrer de l'Aigua(1967), El castell de focs de Sitges (1968), Clavell Barça(1970), Clavells de Sitges(1955), La cobla nova (1960), dedicat a la Cobla La Sitgetana, Homenatge a Vilanova(1965), Mònica, Nuri Bartés(1962), La Penya del Racó (1968), La petita de l'Estrella (1955), La petita Vinyet (1954), Platja d'Or(1965),La pubilla de Sitges (1961), En Quimet (1965), Rebutjada (1967), El Retiro de Sitges (1970), El Roseret(1962), Sardana del Vinyet(1962), Sitgetana (1946) i Sota el cel de Sitges (1966), Rebutjada(1967).
També fou autor de les obres dramàtiques Raquel (1931), amb text d'Antoni Benazet i Plana, i Idil·lis primaverals. Els pas-dobles La Matinal (1928), El Recadero (en Casimiro), El sargento Honorino, Doña Platera y Miguel (1957) dedicat a Miquel Utrillo, i Dolors Carbonell (1959), a la seva esposa. La marxa fúnebre Viernes Santo en Camposancos. I cançons com Cor meu, Oh, cinamón, Els amants parlen, les tres amb lletra de Ventura Gassol.